# 塞爾斯維爾 (阿肯色州)
塞爾斯維爾（英語：Salesville）是一個位於美國阿肯色州巴克斯特縣的城市。根據2020年美國人口普查，該地人口為473人，而該地的面積約為11.70平方千米。

## 地理
塞爾斯維爾的座標為36°14′41″N 92°16′32″W / 36.24472°N 92.27556°W，而該地的平均海拔高度為206米（即676英尺）。